# Operació Gomorra
Operació Comorra és el criptònim militar d'una sèrie d'atacs aeris del 25 de juliol cap al 3 d'agost del 1943 contra la ciutat d'Hamburg durant la Segona Guerra Mundial, executats pel Comandament de Bombarders de la RAF i la 8a Força Aèria americana, manada pel general britànic Arthur Harris. Fins aleshores van ser els atacs aèris més vehements de la història militar, l'inici d'una guerra total contra el Tercer Reich.
El nombre de víctimes s'ha estimat en 34.000 morts, 125.000 ferits i un milió de persones desplaçades. A més a més, van destruir-se 277.330 habitatges, 580 fàbriques, 2632 tallers, 80 instal·lacions de la Wehrmacht, l'exèrcit alemany, 24 hospitals, 277 escoles i 58 esglésies. Es van enfonsar vaixells amb mercaderies d'un volum de 180.000 arquejos. Com les altres destruccions massives que van seguir, Dresden, Hiroshima i Nagasaki, quedà controvertida la utilitat estratègica de fer tantes víctimes civils.

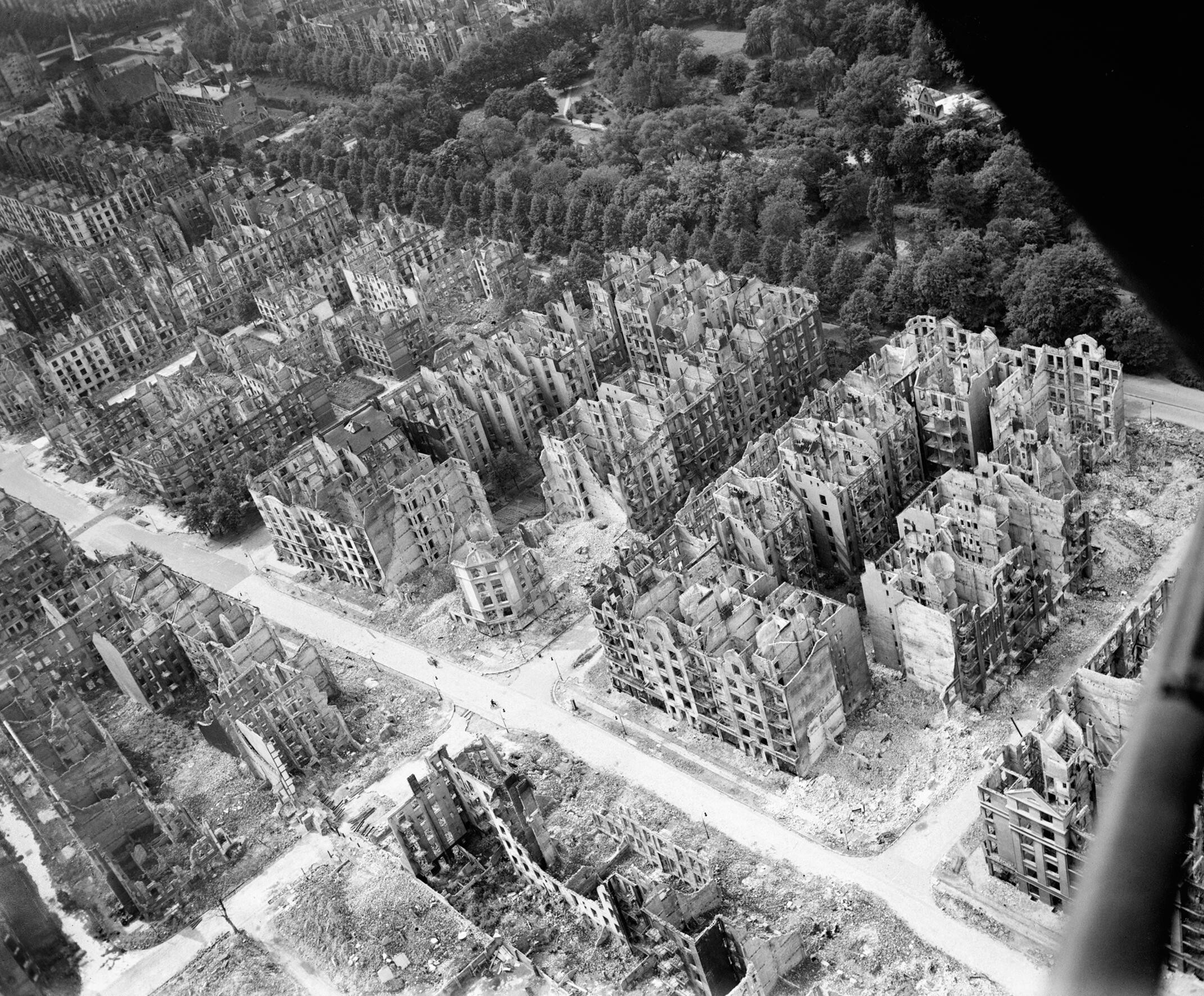
Hamburg després dels bombardejos

## El nom
El nom prové de la llegenda de Sodoma i Gomorra: «Jahvè feu ploure sobre Sodoma i Gomorra sofre i foc que venien des del cel. Va destruir aquestes ciutats i tota la plana amb tots els habitants». La imatge bíblica no podria correspondre més a el que va sofrir Hamburg a la fi de juliol del 1943.

## L'operació
Circumstàncies
Els atacs aeris eren una conseqüència d'un acord entre les forces aliades occidentals i Ióssif Stalin. Stalin volia confrontar els alemanys amb un segon front a l'oest. Com que els altres aliats declinaven qualsevol operació terrestre en aquesta fase de la guerra, van proposar una ofensiva aèria com a compromís. La meteorologia va ajudar els atacants: després d'una onada de calor la ciutat patia una sequedat extrema que va contribuir a transformar els incendis en una tempesta de foc quasi inextingible. Després d'un primer assaig durant l'operació Biting del febrer 1942, va ser la primera operació a la qual els britànics van utilitzar massivament chaff per tal de confondre els radars de la defensa antiaèria alemanya.
Tàctica
Es va utilitzar una combinació de diferents tipus de bombes explosives i incendiàries. En una primera fase, les ones de pressió van fer saltar les teules i desmuntar l'estructura dels teulats i de les escales, ambdós de fusta, trencar les finestres i sovint les canonades. Seguia una segona fase amb bombes incendiàries que no trobaven cap obstacle per a incendiar tota la fusta seca exposada i estendre el foc cap als pisos inferiors via els bucs de les escales. El foc s'abrandava per l'alimentació en oxigen per les finestres trencades. Els aliats van batejar aquesta tàctica hamburguització.
Els búnquers, torres Flak i Zombeck només van donar una protecció limitada, ja que bombes cada vegada més forts van ser utilitzades. A més, la manca d'oxigen causada per la tempesta de foc va ofegar molta gent que va cercar un refugi a les caves o búnquers.
Els bombardejos
A la nit del 24 al 25 d'abril del 1943, 791 bombarders britànics van llançar un primer atac. 2300 tones de bombes van destruir una zona llarga de la ciutat. Incendis ingents van arrasar parts del centre històric i dels barris d'Hoheluft, d'Àltona i d'Eimsbüttel. El nombre de víctimes va estimar-se a uns 1.500. Dotze bombarders no van tornar.
A la tarda del 25 abril, entre 90 i 110 bombarders de les Forces Aèries de l'Exèrcit dels Estats Units (USAAF) van atacar el port d'Hamburg i objectius industrials: van enfonsar uns vaixells i destruir unes plantes petroquímiques. Per la fum densa dels incendis després de l'atac de la nit precedent, els bombarders no van poder identificar ben bé els objectius. L'USAAF va tirar 186 tones de bombes explosives en només deu minuts però va perdre quinze B-17s. L'esquadró 381 va tirar la seva càrrega durant la retirada damunt la petita ciutat de Heide. Un segon grup de 60 bombarders va atacar la ciutat i el port de Kiel i de Rerik, dels quals quatre van ser abatuts. El dia 26, els americans van tornar a atacar el port d'Hamburg i destruir, entre d'altres, la central elèctrica de Neuhof, 150 persones van morir. A la nit del 26 al 27 de juliol, sis avions de tipus mosquito van causar únicament danys materials.
La nit següent la Royal Air Force va executar una nova gran ofensiva amb 739 avions contra la zona oriental de la ciutat. És aleshores que va desenvolupar-se la tempesta de foc que va esborrar del mapa els barris de Rothenburgsort, Hammerbrook i Borgfelde i destruir llargues parts dels barris de Hamm, Eilbek, Hohenfelde, Barmbek-Nord, Barmbek-Süd i Wandsbek. Unes 30.000 persones van perdre la vida. La nit del 29 al 30 de juliol la RAF va atacar els barris de Barmbek, Uhlenhorst i Winterhude amb 726 bombarders que van causar incendis majors però cap tempesta de foc. El nombre de les víctimes no és pas conegut. El darrer atac va fer-se a la nit del 2 al 3 agost amb 740 bombarders, durant un xàfec tempestuós que va dificultar als pilots, que operaven de vista, de centrar els objectius. Un dels incendis majors va destruir l'òpera de l'estat d'Hamburg.

## Conseqüències
Durant la guerra
És difícil estimar el nombre de les víctimes. El 30 de novembre del 1943 ja van recuperar-se 31.647 morts, dels quals van identificar-se 15.802. El servei de protecció aèria d'Hamburg estimava el nombre total a 35.000. Historiadors moderns parlen de 34.000 morts i 125.000 ferits. La manca de capacitat i d'eficàcia dels búnquers va conduir a una operació d'evacuació massiva de la població. Entre 900.000 i 1.000.000 habitants, que no tenien cap paper estratègic en la defensa, l'administració o la indústria militar van haver deixar la ciutat.
Després de la guerra
Malgrat les exhortacions de Fritz Schumacher, l'arquitecte oficial de la ciutat — destituït pels nazis i designat com a conseller després llur desfeta — de respectar la trama antiga de la ciutat, els urbanistes dels anys 1950 van optar per a una solució tipus «tot per al cotxe», considerada com moderna, i aprofitar les destruccions per a traçar autopistes urbanes poc accolidores. Certes places antigues íntimes, només subsisteixen amb el nom, tal com la plaça del mercat Eimsbütteler Marktplatz. En altres llocs van fer de dos carrers un sol en suprimir el bloc de cases intermediari, com entre l'Hamburger Strasse i l’Oberaltenallee a Barmbek-Süd.
Encara avui, no passa quasi un mes sense descobrir una bomba no explotada durant obres de construcció de carreteres o d'immobles que necessita evacuar un quarter per tal de poder desactivar-la. La indagació indispensable en zones a risc roman un cost suplementari no negligible en projectes immobiliaris.

## Commemoració

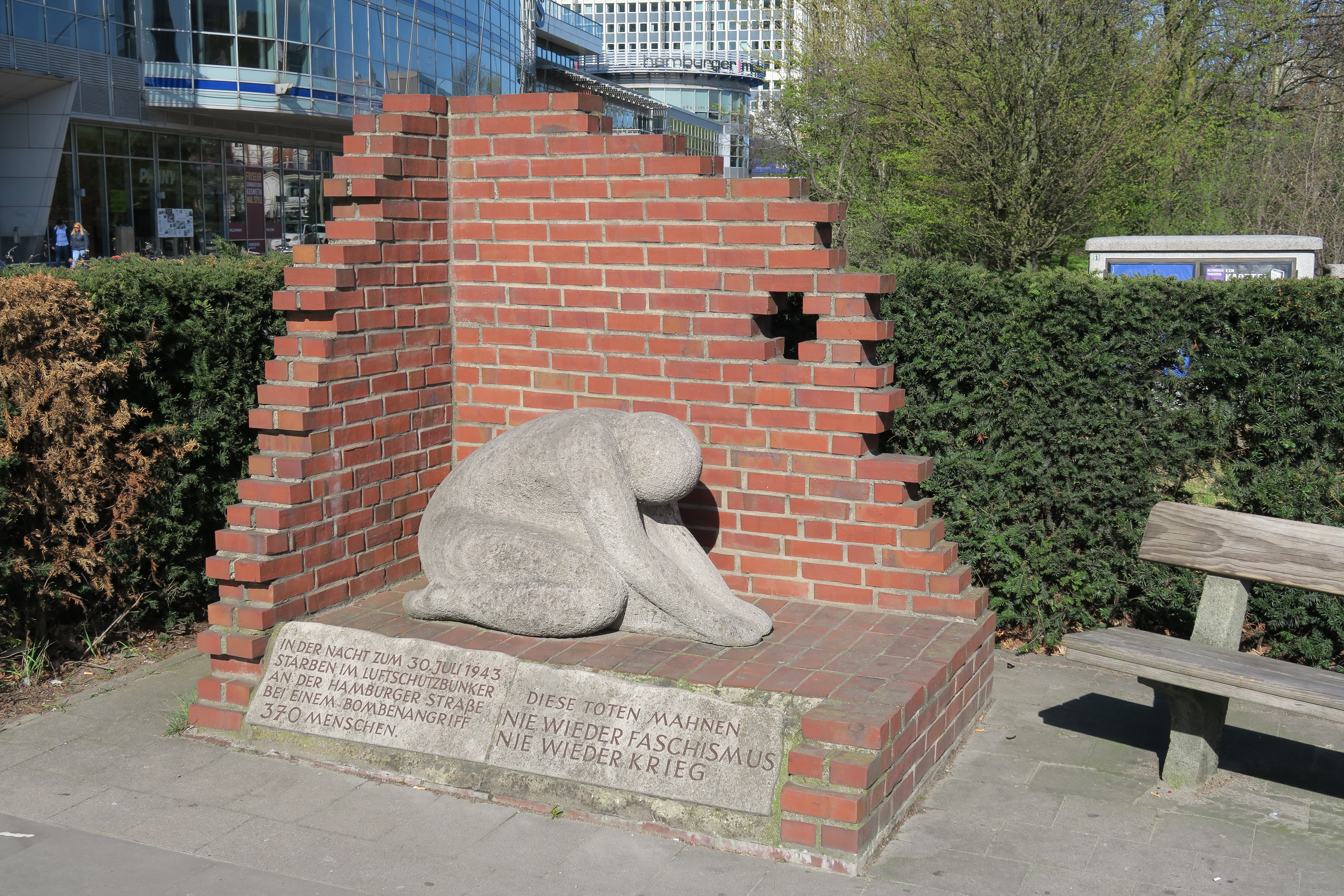
Monument commemoratiu al carrer Hamburger Strasse

Al campanar de l'Església de Sant Nicolau que va servir de punt d'orientació per a l'operació es va instal·lar-se una exposició permanent sobre l'operació Gomorra. La resta de l'edifici no va ser reconstruïda després de la guerra i les ruïnes queden com un monument d'advertiment contra les atrocitats de la guerra.
Al Cementiri d'Ohlsdorf es troba una fossa comuna en forma d'una creu amb braços de més de cent metres. Al centre es troba el monument de l'esculptor Gerhard Marcks que representa Caront que condueix una parella noucasada, un home, un vell i una mare amb nen a l'altra riba de l'Aqueront. Va ser inaugurat el 16 d'agost de 1952 i queda fins avui el lloc de les commemoracions oficials.
Al carrer Hamburger Strasse es troba un monument d'advertiment.